# Lorenzo Arrazola
Lorenzo Arrazola García (Checa,  10 de agosto de 1795-Madrid, 23 de febrero de 1873) fue un político, abogado y catedrático de universidad español.

## Origen
Nació en Checa, un pueblo de Guadalajara, en el seno de una familia de alcurnia mas empobrecida. Cursó estudios en el seminario, gracias a la ayuda de un tío materno suyo, José García Huarte, corregidor de la villa zamorana de Benavente, hacia donde marchó para poder cursar la enseñanza elemental y luego Filosofía y Teología en el seminario de Valderas; allí aprendió latín hasta dominarlo como si fuera su propia lengua. Abandonó el seminario para ingresar en el ejército, con la oposición de su tío, cuando contaba veintiséis años y luchó en 1823 contra los absolutistas; luego se trasladó a Valladolid para estudiar Jurisprudencia civil, en la que se doctoró, y obtuvo una cátedra (1829) en dicha universidad, la de Instituciones filosóficas; en esta misma Universidad de Valladolid llegó a ser rector. Se trasladó a la Universidad Complutense, en la que llegará a ser decano de la facultad de Derecho en 1845.
En 1829 contrajo matrimonio con Ana Micaela Guerrero, una zamorana de Villanueva del Campo, localidad cuya iglesia incendiada en 1850 ayudó a reconstruir. Se presentó a las elecciones de 1835, con treinta y ocho años de edad, siendo elegido procurador, y en 1837 fue también designado diputado a Cortes por Valladolid, dejando a un lado la abogacía y la enseñanza en la universidad. Sus principios ideológicos se asentaron, desde el primer momento en el Partido Moderado. Se hizo socio del Ateneo de Madrid.
Azorín, en su obra España (Hombres y paisajes) le dedica un capítulo de tono algo crítico e irónico, en el artículo llamado "Arrazola (1860)".

## Vida pública
Fue ministro de Gracia y Justicia (y como tal firmó la Ley de Confirmación de Fueros de 1839), ministro de Estado y después presidente del Consejo de Ministros de España que fue derribado por las Cortes a los pocos días de su vida gubernamental (17 de enero al 1 de marzo de 1864). Le sucedió en el Gobierno, Alejandro Mon, quien confió por primera vez una cartera a Antonio Cánovas del Castillo. Lorenzo Arrazola fue en seis ocasiones ministro de Gracia y Justicia, la primera desde 1838 a 1840, y luego entre 1847 y 1848, entre 1849 y 1851 y entre 1864 y 1867, agregando interinamente las carteras de Estado y Ultramar como hombre de confianza del general Narváez, salvo una breve interrupción en que fue ministro de Gracia y Justicia Fernando Calderón Collantes; fue también miembro y presidente del Tribunal Supremo y senador vitalicio desde 1848.

## Vida intelectual
Se distinguió como jurisconsulto y bajo su dirección se publicó la Enciclopedia Española de Derecho y Administración o Nuevo Teatro Universal de la Legislación de España e Indias, 1848-, en varios volúmenes. Fue un consumado latinista, que incluso hablaba el idioma, y compuso en esta lengua numerosos discursos de apertura de la universidad de Valladolid, por ejemplo la del 1836 (Oratio in auguratione studiorum Universitatis Vallisoletanae) y la Oratio in regia vallisoletana universitate pro solemni studior: apertura (1839), así como un Promptuarium in que praecipua et selectiora institutionum philosophicarum continentur (1828). También se interesó por el vulcanismo (Ensayo sobre volcanes y terremotos, 1829) y escribió un volumen de poemas: Poesías o Cantos lúgubres a la sensible y prematura muerte de nuestra... soberana María Josefa Amalia, 1829.